# Jesus Revolution
Jesus Revolution (auch Jesus Revolution Army) ist eine überkonfessionelle christlich-fundamentalistische Missionsorganisation in Europa, die sich besonders an Jugendliche wendet. Gegründet wurde sie im Jahr 1997 von Stephan und Anne Christiansen in Oslo, Norwegen. Seitdem ist sie in Skandinavien und Europa aktiv.

## Organisation
Ziel der Organisation ist die Verbreitung des Evangeliums unter Jugendlichen in ganz Europa. Hierzu werden die Jugendlichen in Missionskursen ausgebildet. Hauptsitz und Ausbildungsstätte sind in Oslo. Die Jugendlichen müssen dabei monatliche Gebühren zahlen, die sich nach Angaben der Organisation nach dem Lebensstandard im Herkunftsland richten. Sie bietet jungen Leuten eine Einsatzmöglichkeit für ein Jahr, zuerst den Besuch der Missionsschule und dann praktischer missionarischer Einsatz in Missionskampagnen und auf Konzerttourneen. Die Organisation ist Missionspartner des Pentecostal European Forums.
Das Ziel ist, Jugendliche für Jesus zu gewinnen: Durch direktes Gespräch in der Fußgängerzone, Konzerte und Straßenperformances sowie durch mobile Teams, die die lokalen Gemeinden für einige Wochen besuchen und dort die Jugendlichen mobilisieren. So führen etwa verschiedene Teams ein eigenes christliches Musical auf, wodurch aus den Zuschauern neue Mitglieder geworben werden sollen. Bei ihren Missionierungen sprechen sie auch bewusst nicht-christliche Menschen – wie etwa Muslime – an, da sie der Überzeugung sind, dass Jesus für alle Menschen da sei. Nach eigenen Angaben waren sie bereits in 900 Städten und 35 Ländern mit insgesamt 7.000 Jugendlichen unterwegs. Die Gemeinschaft der Jugendlichen wurde auch in den Anfangsjahren als Jesus Revolution Army bezeichnet.
Neben Jesus Revolution hat Stephan Christiansen im Jahr 2000 außerdem die Jesus Church gegründet. Sie ist Teil der Pfingstbewegung. Anne Christiansen ist außerdem Gründungsmitglied der JesusKvinner, einer christlichen Frauenorganisation.

## Weltbild
Die Bibel wird wörtlich ausgelegt. Man geht von einem kreationistischen Weltbild aus. Die Bewegung vertritt eine stark konservative Ethik: Drogen, Homosexualität, Abtreibung und vorehelicher Verkehr werden kompromisslos abgelehnt. So sagte Stephan Christiansen in einem Interview, dass Homosexuelle zwar zu ihren Veranstaltungen kommen dürfen, jedoch nicht angestellt werden oder in eine Führungsposition kommen. Grund sei, dass sie gegen Gottes Worte verstoßen.